# Chlamydochaera jefferyi
El zorzal de Borneo (Chlamydochaera jefferyi) es una especie de ave paseriforme de la familia Turdidae endémica de la isla de Borneo. Es la única especie del género Chlamydochaera.

## Distribución y hábitat
El zorzal de Borneo es un pájaro principalmente frugívoro que habita únicamente en los bosques de montaña tropicales de la isla de Borneo. Se clasifica como especie bajo preocupación menor en la Lista Roja de la UICN.